# Vera Gaze
Vera Fiódorovna Gaze (rus: Вера Фёдоровна Газе; (29 de desembre [C.J. 17 de desembre] de 1899, Sant Petersburg —3 d'octubre de 1954) fou una astrònoma russa i soviètica que va estudiar les nebuloses d'emissió i els planetes menors. Va descobrir al voltant de 150 noves nebuloses. El planeta menor 2388 Gase, descobert el 1977 per Nikolai Stepànovitx Txernikh, i el cràter Gaze a Venus, duen aquest nom en honor seu.

## Primers anys i educació
Entre 1921 i 1926, va treballar a l'Institut Astronòmic de Leningrad (precursor de l'Institut d'Astronomia Teòrica i va estudiar a la Universitat de Petrograd. Es va graduar el 1924, i el 1926 va anar a treballar a l'Observatori de Púlkovo.

## Carrera
Va participar en l'expedició gravimètrica de 1929 i en l'expedició de 1936 per observar l'eclipsi solar total. L'eclipsi de 1936 va creuar el territori soviètic i només va poder ser vista dins de l'URSS. Prop de 30 expedicions internacionals van viatjar a Rússia el 19 de juny per a les observacions que foren visibles durant dues hores. Entre 1936 i 1940, Gave va ser víctima de la "repressió política",derivat d'un incident amb què es produïa una publicitat desfavorable per a l'Observatori de Púlkovo. El 1935, havia descobert que un informe que li havien donat a traduir en anglès, realitzat per Nikolai Mikhàilovitx Voronov, contenia errors en els seus càlculs. Voronov era una estrella en ascens i havia publicat un document sobre les teories del moviment dels planetes menors. Se li va oferir un càrrec a l'Observatori de Pulkovo sobre la base d'aquest document i en va escriure un altre amb el càlcul de les efemèrides de (13) Egèria. Va ser en aquest document que Gaze va trobar l'error i ho va comunicar al seu superior. En ser interrogat, Voronov va admetre que no havia utilitzat la seva teoria en fer els càlculs, sinó que havia estimat les ubicacions del planeta. L'escàndol el va portar a ser acomiadat, però va ser recollit per la premsa i tots els involucrats van ser detinguts. Gaze was era sospitós d'ajudar-, ja que ella havia traduït diversos dels seus documents. She was eventually released when signed testimony against her could not be obtained.
El 1940, Gaze es va traslladar a l'Observatori de Simeiz, que formava part de l'Observatori Astrofísic Abastumani entre 1941 i 1945 i després es va convertir en part de l'Observatori Astrofísic de Crimea de l'Acadèmia Soviètica de Ciències. Ella va descobrir, el 1940, els canvis en l'espectre de γ Cassiopeiae. Treballant amb Grigori Xain, director de l'observatori,Gaze va investigar el contingut molecular dels isòtops de carboni en les estrelles i va estudiar l'estructura de les nebuloses, tractant de determinar la seva mida i el paper de la pols i el gas en la formació de les nebuloses.Va descobrir al voltant de 150 "noves nebuloses d'emissió galàctiques mitjançant el registre de la seva llum en l'emissió vermell H-alfa (Hα)". En 1952 Gaze i Xain van publicar conjuntament un llibre titulat Alguns resultats de l'estudi de les nebuloses gasoses difuses i la seva relació amb la cosmogonia.
Gaze morí el 3 d'octubre de 1954 a Leningrad i va ser enterrada al cementiri en memòria dels astrònoms, prop de l'Observatori de Púlkovo als afores de Sant Petersburg.

## Obres selectes
- Gaze, V F. Orbit of the spectroscopic binary [alpha] Ursae Minoris (1922-1924).  Moscou, Rússia: Glav. upr. nauch. uchrezhdeniiami, 1926.
- Gaze, V F. Velocity curves of [zeta] Geminorum in layers of different height in the chromosphere.  Moscou, Rússia: Glav. upr. nauch. uchrezhdeniiami, 1929.
- Appell, Paul Émile; Gaze, Vera Fedorovna; Malkin, Nikolaj Romanovič; Hublarova, S L; Idel'son, Naum Il'ič. Figury ravnovesiâ vraŝaûŝejsâ odnorodnoj židkosti (en rus).  Leningrad, Rússia: ONTI. Glavnaâ redakciâ obŝestvennoj literatury, 1936.
- Shain, Grigorii Abramovich; Gaze, Vera Fedorovna. Nekotorye rezul'taty issledovanii a diffuznykh gazovykh tumannosteii ikh otnoshenie k kosmogonii (en rus).  Moscou, Rússia: Izd-vo Akademii nauk SSSR, 1952.